# Andreas
Andreas ist ein männlicher Vorname, der auch als Familienname vorkommt.

## Bedeutung
Abgeleitet wird der Name aus dem Altgriechischen andreios = mannhaft, tapfer. „Andreas“ wäre dann „der Männliche, der Tapfere“.

## Herkunft
Der Name Andreas stammt aus Griechenland und findet dort erstmals in hellenistischer Zeit um 250 v. Chr. Erwähnung. Andere Varianten des Namens sind jedoch früher belegt, so taucht beispielsweise in der Olympialiste um 688 v. Chr. der Name Androlos auf. Mit den Römern gelangte der Name nach Mitteleuropa.
Die Verbreitung des Namens geht auf den Apostel Andreas zurück (Bruder von Petrus). Durch das lateinische Christentum gelangte er erstmals nach Westeuropa. Aber auch in anderen Gebieten wie Palästina verbreitete sich der Name schnell. Nach England kam der Name „Andreas“ beziehungsweise „Andreus“ durch den Einfall der Normannen 1066. Dort ist der Name seit 1086 belegt. Das romanische Andreus wandelte sich mit der Zeit zu Andreu und schließlich zum englischen Andrew. Seit dem Mittelalter tritt der Name in ganz Europa häufig auf, besonders in England (13. Jahrhundert), Schottland und Skandinavien. Einen weiteren „Aufschwung“ gab es nach der Reformation.

### Familienname
Wenngleich -as eine sehr verbreitete Namens-Endung in Griechenland ist, findet sich der Nachname trotz der Beliebtheit des Vornamens selten ohne zusätzliche Endungen.
Der häufigste schwedische Nachname ist Andersson („Sohn des Anders = Andreas“), was daran liegt, dass Anders um 1900 der häufigste Vorname in Schweden war. Zu dieser Zeit wurden aus den Patronymen Nachnamen.

## Verbreitung
Der Name Andreas war bereits im ausgehenden 19. Jahrhundert ein mäßig populärer Jungenvorname in Deutschland. Seine Popularität sank zunächst, um dann Mitte der 1940er Jahre stark anzusteigen. Von der Mitte der 1950er bis Anfang der 1980er Jahre war der Name unter den zehn beliebtesten Jungenvornamen des jeweiligen Jahres. Obwohl der Name es niemals auf Platz eins der Häufigkeitsstatistik eines Jahres schaffte, gehört er doch zu den vier insgesamt häufigsten Vornamen seit 1890 (nach Peter, Michael und Thomas). Ab den 1990er Jahren nahm seine Beliebtheit dann stark ab.

## Namenstag
Der Namenstag von Andreas ist der 30. November (Andreastag), der Gedenktag des Apostels Andreas.
Weitere Gedenktage der römisch-katholischen Kirche sind:
- 6. Januar: Hl. Andreas Corsini, Sl. Andreas Bessette von Montreal
- 19. Januar: Sl. Andreas Grego von Peschiera
- 2. Februar: Sl. Andreas Conti von Anagni
- 3. Februar: Sl. Andrea Carlo Ferrari
- 6. Februar: Sl. Andreas von Elon
- 10. Februar: Hl. Andreas von Bethlehem
- 26. Februar: Hl. Andreas von Florenz
- 10. März: Sl. Andreas von Strumi
- 19. März: Sl. Andreas Gallerani von Siena
- 12. April: Sl. Andreas von Montreale
- 18. April: Sl. Andreas Hibernon Garmendia von Alcantorilla
- 13. Mai: Hl. Andreas Hubert Fournet
- 15. Mai: Sl. Andreas Abellon
- 16. Mai: Andreas Bobla
- 26. Mai: Andreas Franchi
- 28. Mai: Andreas Salós
- 3. Juni: Sl. Andreas Caccioli von Spello
- 13. Juni: Hl. Andreas Swierad (auch Andreas Zoërard)
- 19. Juni: Hl. Andreas Bauer (auch 9. Juli)
- 26. Juni: Sl. Andrea Ciacinto Hyacinthus Longhin
- 4. Juli: Hl. Andreas von Kreta (Hymnendichter; † um 740)
- 9. Juli: Hl. Andreas Wouters, Andreas Bauer (siehe 19. Juni)
- 16. Juli: Sl. Andreas de Soveral
- 17. Juli: Hl. Andreas Swierad in der Slowakei
- 26. Juli: Sl. Andreas von Phú Yên
- 9. August: Hl. Andreas der Tribun
- 22. August: Hl. Andreas von Fiesole
- 3. September: Sl. Andreas Dotti
- 10. September: Sl. Andreas Sushinda, Sl. Andreas Tokvan
- 16. September: ein Namenstag von André
- 20. September: Andreas von Kreta der Jüngere; Gedenktag der Hl. Korea-Märtyrer, darunter Andreas Chang Hwa-gyang und Andreas Kim Taegon
- 28. September: Hl. Andreas Wang Tianqing
- 13. Oktober: Hl. Andreas von Leuben
- 17. Oktober: Hl. Andreas von Kreta (Märtyrer; † um 766/67)
- 10. November: Hl. Andreas Avellino
- 24. November: Gedenktag der Hl. Vietnam-Märtyrer, darunter Andreas Nam-Thuông, Andreas Trông, Andreas Dung-Lac und Andreas Tuong
- 28. November: Hl. Andreas von Mont St. Auxentius
- 30. November: Hl. Andreas (Apostel), einer der zwölf Jünger Jesu

Der Gedenktag des Anderl von Rinn war der 12. Juli. Anderl von Rinn wurde jedoch 1994 aus der Liste der Seligen gestrichen.

## Namensträger

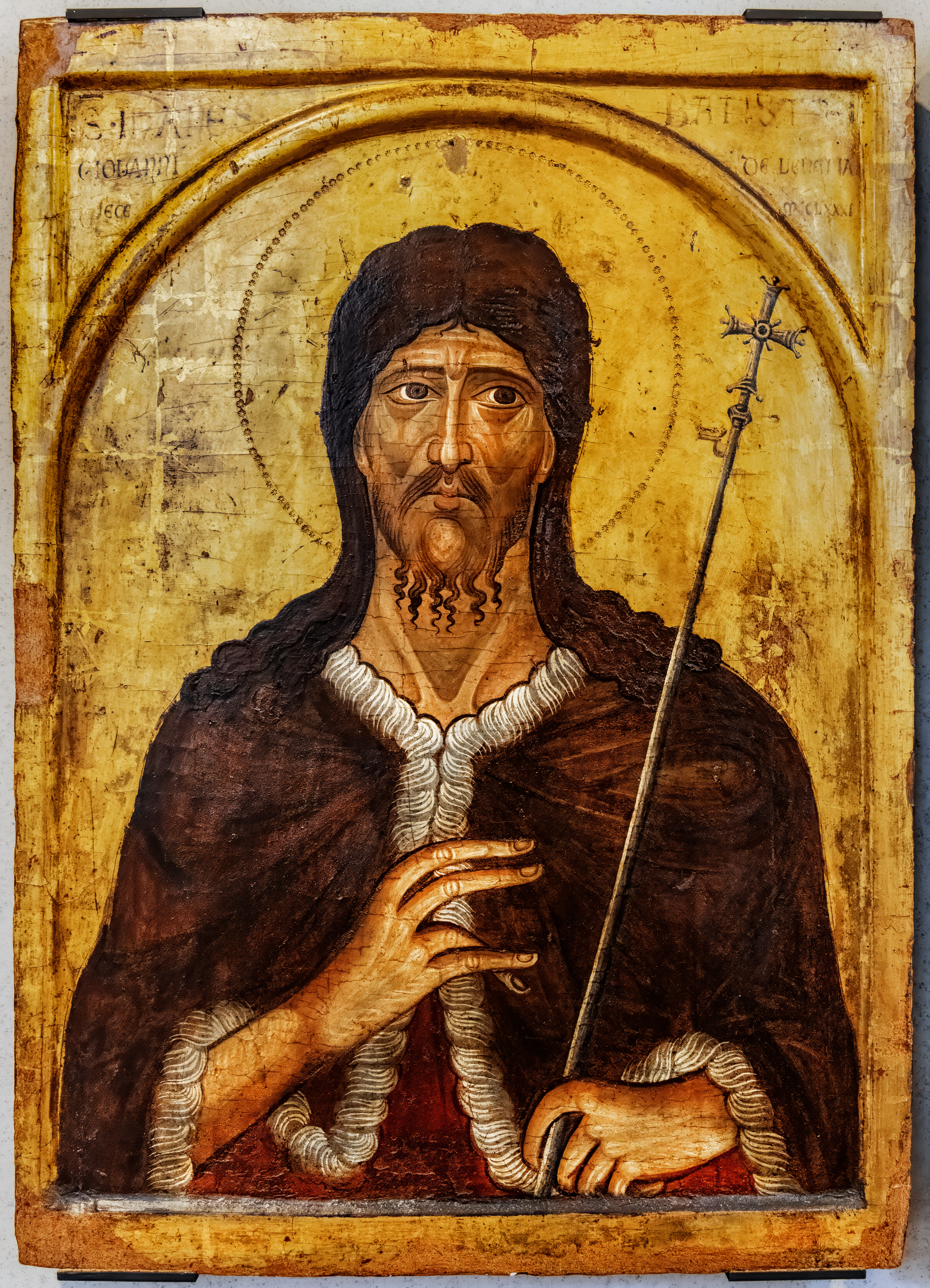
Apostel Andreas

### Einzelname
- Andreas von Beneschau und Tworkau, Stammvater des böhmischen Adelsgeschlechts Krawarn von Tvorkov
- Andreas dei Benzi (* um 1360; † 1437), der erste Bischof von Sitten
- Andreas von Brienne, Herr von Ramerupt
- Andreas von Caesarea (563–637), Erzbischof von Caesarea
- Andreas IV. Deichmann († 1673), Stiftspropst von Heidenfeld
- Andreas von Galizien, ungarischer Fürst von Halitsch (1227–1233)
- Andreas von Griechenland (1882–1944), Prinz von Griechenland
- Andreas von Gundelfingen († 1313), von 1303 bis 1313 Bischof von Würzburg
- Andreas von Guttenstein († 1224), Bischof von Prag
- Andreas von Jugoslawien (1929–1990), jugoslawischer Adliger und Prinz
- Andreas von Karystos († 217 v. Chr.), Arzt aus Alexandria, Leibarzt Ptolemaios’ IV.
- Andreas von Kiew († 1434), römisch-katholischer Bischof von Kiew
- Andreas von Kreta, byzantinischer Hymnendichter, Theologe und Erzbischof von Gortyn
- Andreas von Kreta (Märtyrer), byzantinischer Mönch und Heiliger
- Andreas von Kuik (auch Cuyk; † 1139), von 1128 bis 1139 Bischof von Utrecht
- Andreas von Samosata († nach 444), Bischof von Samosata
- Andreas von St. Viktor († 1175), Regularkanoniker an der Abtei St. Viktor
- Andreas von Ungarn (1327–1345), ungarischer Prinz aus dem Haus Anjou
- Andreas von Wislica († 1356), Bischof
- Andreas Asanes, byzantinischer Aristokrat, Enkel des bulgarischen Zaren Iwan Assen III.
- Andreas Capellanus, Kaplan und Schriftsteller
- Andreas Jamometić (um 1420–1484), kroatischer Erzbischof von Kraina
- Andreas Palaiologos (1453–1502), byzantinischer Titularkaiser
- Andreas Thopia, albanischer Adeliger
- Andreas (Äthiopien) († 1430), Kaiser von Äthiopien
- Andreas I. (Metten) († 1435), deutscher Benediktiner und Abt
- Andreas I. (Olmütz) († 1096), Bischof von Olmütz (1091–1096)
- Andreas I. (Ungarn) (1015–1060), König von Ungarn (1046–1060)
- Andreas II. (Ungarn) (um 1177–1235), König von Ungarn (1205–1235)
- Andreas III. (Ungarn) (um 1265–1301), König von Ungarn (1290–1301)

### Vorname
- Andreas Adityawarman (* 1987), indonesischer Badmintonspieler
- Andreas Baader (1943–1977), deutscher linksextremistischer Terrorist
- Andreas Benz (* 1958), deutscher Badmintonspieler und Trainer
- Andreas Bourani (* 1983), deutscher Sänger
- Andreas Bovenschulte (* 1965), deutscher Jurist, Politiker (SPD), Präsident des Senats und Bürgermeister von Bremen
- Andreas Brehme (1960–2024), deutscher Fußballspieler
- Andreas Eschbach (* 1959), deutscher Schriftsteller
- Andreas Fröhlich (* 1965), deutscher Rezitator, Synchron-, Hörspiel- und Off-Sprecher
- Andreas Fulterer (1961–2016), italienischer Sänger
- Andreas Gabalier (* 1984), österreichischer Volksmusiksänger
- Andreas Giebel (* 1958), deutscher Schauspieler und Kabarettist
- Andreas Goldberger (* 1972), österreichischer Skispringer
- Andreas Hanft (1932–1996), deutscher Nachrichtensprecher, Schauspieler, Hörspiel- und Synchronsprecher
- Andreas Heinz (* 1941), deutscher katholischer Theologe
- Andreas Heinz (* 1991), deutscher Badmintonspieler
- Andreas Helmling (1959–2019), deutscher Bildhauer
- Andreas Hinterstoißer (1914–1936), deutscher Bergsteiger
- Andreas Hofer (1767–1810), Anführer des Tiroler Volksaufstandes
- Andreas Hoppe (* 1960), deutscher Schauspieler
- Andreas Jordan (1775–1848), deutscher Weingutbesitzer und Politiker
- Andreas Kämmer (* 1984), deutscher Badmintonspieler
- Andreas Kempe (1622–1689), schwedischer Philosoph und Philologe
- Andreas Kieling (* 1959), deutscher Tierfilmer
- Andreas Klöden (* 1975), deutscher Radrennfahrer
- Andreas Kron (* 1998), dänischer Radrennfahrer
- Andreas Köpke (* 1962), deutscher Fußballspieler
- Andreas Linger (* 1981), österreichischer Rennrodler, Olympiasieger
- Andreas Louriotis (1789–1854), griechischer Politiker und Freiheitskämpfer
- Andreas Lübeck (* 1956), deutscher Radrennfahrer
- Andreas Luh (* 1959), deutscher Sportwissenschaftler
- Andreas Marlow (* 1963), deutscher Offizier, Generalleutnant des Heeres
- Andreas Martin (* 1952), deutscher Schlagersänger
- Andreas May (1817–1899), deutscher Jurist und Dramatiker
- Andreas Merck (1595–1640), deutscher evangelischer Theologe, Generalsuperintendent
- Andreas Metz (1767–1839), deutscher römisch-katholischer Geistlicher, Philosoph und Mathematiker
- Andreas Michel (1861–1921), deutscher Zahnmediziner, Hochschullehrer
- Andreas Möller (* 1967), deutscher Fußballspieler
- Andreas Molterer (1931–2023), österreichischer Skirennläufer
- Andreas Monheim (1750–1804), deutscher Apotheker, Politiker, Bürgermeister
- Andreas Muhr (1904–1979), deutscher Politiker und Handwerksfunktionär
- Andreas Münzer (1964–1996), österreichischer Bodybuilder
- Andreas Oppermann (1827–1896), deutscher Jurist und Schriftsteller
- Andreas Orth (* 1957), deutscher Fernsehjournalist und Autor
- Andreas Papandreou (1919–1996), griechischer Politiker
- Andreas Pietschmann (* 1969), deutscher Schauspieler
- Andreas Rehberger (1716–1769), deutscher evangelischer Geistlicher, Kirchenlieddichter
- Andreas Reinelt (* 1978), Zauberkünstler, Teil der Ehrlich Brothers
- Andreas Scheuer (* 1974), deutscher Politiker (CSU), Bundesminister
- Andreas Stadler (1896–1941), österreichischer  Gewichtheber, Silbermedaillen-Gewinner bei Olympia
- Andreas Steinhaus (* 1968), deutscher Offizier, Brigadegeneral des Heeres der Bundeswehr
- Andreas Türck (* 1968), deutscher Fernsehmoderator
- Andreas Voßkuhle (* 1963), deutscher Rechtswissenschaftler und Präsident des Bundesverfassungsgerichts
- Andreas Wellinger (* 1995), deutscher Skispringer
- Andreas Wölk (* 1979), deutscher Badmintonspieler
- Andreas Zbinden (* 2000), Schweizer Badmintonspieler

### Familienname
- Bert Andréas (1914–1984), deutscher Historiker und Bibliograf
- Dietrich Andreas (* 1943), deutscher Diplomat
- Fred Andreas (1898–1975), deutscher Schriftsteller
- Friedrich Carl Andreas (1846–1930), deutscher Iranist und Orientalist
- Friedrich Gustav Andreas (1914–1982), deutscher Chemiker
- Hans Andreas (1912–1982), deutscher Mediziner
- Jörg Andreas (* 1966), deutscher Schwulenpornomacher
- Lisa Andreas (* 1987), englisch-zypriotische Sängerin
- Lou Andreas-Salomé (1861–1937), deutsche Schriftstellerin
- Knut Andreas (* 1979), deutscher Musikwissenschaftler und Dirigent
- Manon Andreas-Grisebach (* 1931), deutsche Literaturwissenschaftlerin
- Michael Andreaš (auch: Michael Andreash; 1762–1821), slowenischer Dichter
- Moritz Andreas (1884–1964), deutscher General der Infanterie
- Neshani Andreas (1964–2011), namibische Schriftstellerin
- Peter Walther Andreas-Dränert (Pseudonyme Fritz Alexander, Hannes Richter; 1900–1979), deutscher Schriftsteller
- Reinhard Andreas (* um 1598; † 1686), Bürgermeister in Kassel
- Ruth Andreas-Friedrich (1901–1977), deutsche Widerstandskämpferin gegen den Nationalsozialismus und Schriftstellerin
- Sabine Andreas (1942–2010), Schauspielerin und Hochschullehrerin
- Steve Andreas (1935–2018), US-amerikanischer Psychologe
- Valerius Andreas (1588–1655), belgischer Literaturhistoriker und Rechtswissenschaftler
- Vincent Andreas (* 1972), deutscher Autor und Komponist
- Wilhelm Andreas (1882–1951), deutscher Bildhauer
- Willy Andreas (1884–1967), deutscher Historiker

## Varianten
- Aindrias (irisch)
- Anda (Niederösterreich)
- Ándaras (samisch)
- Endres (oberschwäbisch)
- Ande (schwäbisch)
- Anderl
- Anders
- Andi
- Andor
- Andrä
- Andrae
- András (ung.)
- André (franz., portug.)
- Andrea (ital.)
- Andréa
- Andreani
- Andreasen (dän.)
- Andreasi
- Andreassen (norw.)
- Andreasson (schwed.)
- Andree
- Andrees
- Andreff
- Andrei (rumän.)
- Andreia (rätoromanisch)
- Andrej (ostslaw.)
- Andrejew
- Andres (estnisch)
- Andrés (span.)
- Andress
- Andretta
- Andreu (katalan.)
- Andrew (engl.)
- Andri (Graubünden, CH)
- Andries (ndl.)
- Andrin (roh. ladin, CH)
- Andriko, Andrija (kroat., serb.)
- Andris (lett., ung.)
- Andriu (roh. sursilvan, CH)
- Andriuet (roh. sursilvan, CH)
- Andrius (lit.)
- Andriy (ukr.)
- Androsch
- Andrusch
- Andrzej (poln.)
- Ändu (Bern, CH)
- Andy (engl.)
- Antero (finn.)
- Antti (finn.)
- Dédé (franz.)
- Dreas
- Drees
- Dreesi (Alt-Baseldeutsch)
- Drew (engl.)
- Drewes
- Dries (ndl.)
- Endre (ung.)
- Handrij, Handrej (sorb.)
- Jandre (kroat.)
- Ondřej, Ondra, Ondrášek (alle tschech.)
- Rees
- Res
- Tresi

Weibliche Versionen sind Andrea, Andrina und Andriane.